# まるごと歌謡曲!
『まるごと歌謡曲!』（まるごとかようきょく）は、2004年4月から青森放送ラジオで放送されている音楽番組である。

## 概要
リスナーからのリクエストがあった演歌や歌謡曲を掛けている。また、時々歌手本人に電話でインタビューをしたり、スタジオに招いて直接インタビューをすることもある。曲のリクエストをしたリスナーには、毎週抽選で1名に「日本酒純米七力」をプレゼントしている。
放送時間は、プロ野球ナイター中継がある4月から9月までは毎週月曜 20:30 - 21:15、ナイターオフとなる10月から翌年3月までは毎週日曜 18:05 - 18:45（18:00から『東奥日報ニュース』があるため5分短縮）（いずれも日本標準時、2016年1月3日以降のデータ）だったが、2019年度ナイターオフは毎週火曜 21:00 - 22:00、2020年度ナイターシーズン以降は毎週日曜 18:05 - 19:00となっている。
この番組は、元々は当時青森放送アナウンサーだった原口太平（現・原口大平）がパーソナリティを務める『原口太平のえんかの達人』という演歌番組だったが、取り扱う楽曲の範囲を歌謡曲にまで広げるのに合わせて『原口太平のまるごと歌謡曲!』と改題した。田村啓美担当（第1次）の『田村啓美のまるごと歌謡曲!』までは番組タイトルにパーソナリティの名前が入っていたが、2014年3月31日に鮫島大史と交代してからは入っていない。また、田村第1次担当期まではリスナーから寄せられたメッセージや悩み相談にも時間を割いて答えていたが、鮫島担当期に入ってからはメッセージを読むだけになり、それに対して答えることはほぼ無くなった。

## パーソナリティ

### 現在
- 田村啓美（2007年7月 - 2014年3月30日、2018年4月2日 - ）

### 過去
- 原口太平（2004年4月 - 2007年6月）
- 鮫島大史（2014年3月31日 - 2018年4月1日）